# Лужки (Мстиславский район)
Лужки (бел. Лужкі) — деревня в Мстиславском районе Могилёвской области Белоруссии. Входит в состав Подсолтовского сельсовета.

## География
Деревня находится в северо-восточной части Могилёвской области, в пределах Оршанско-Могилёвской равнины, на левом берегу реки Мертвы, вблизи государственной границы с Российской Федерацией, на расстоянии примерно 23 километров (по прямой) к северо-западу от Мстиславля, административного центра района. Абсолютная высота — 208 метров над уровнем моря.

## История
В конце XVIII века деревня входила в состав Мстиславского воеводства Великого княжества Литовского.
Согласно «Списку населенных мест Могилёвской губернии» 1910 года издания населённый пункт входил в состав Крутовского сельского общества Шамовской волости Мстиславского уезда Могилёвской губернии. Имелось 18 дворов и проживало 119 человек (65 мужчин и 54 женщины).
До 2013 года Лужки входили в состав ныне упразднённого Раздельского сельсовета.

## Население
По данным переписи 2009 года, в деревне проживало 12 человек.